# Jonathan Albaladejo
Pour les articles homonymes, voir Albaladejo (homonymie).
Jonathan Albaladejo Santana (né le 30 octobre 1982 à San Juan, Porto Rico) est un lanceur droitier de baseball.
Il joue notamment dans la Ligue majeure de baseball pour les Nationals de Washington en 2007, les Yankees de New York de 2008 à 2010 et les Diamondbacks de l'Arizona en 2012. 

## Carrière
Jonathan Albaladejo est repêché une première fois le 5 juin 2000, par les Giants de San Francisco, mais il repousse l'offre et poursuit ses études supérieures au Miami-Dade College.
Il rejoint les rangs professionnels après le repêchage amateur du 5 juin 2001 au cours de laquelle il est sélectionné par les Pirates de Pittsburgh.
Encore joueur de Ligues mineures, il est libéré de son contrat le 25 avril 2007. Il s'engage alors chez les Nationals de Washington avec lesquels il fait ses débuts en Ligue majeure le 5 septembre 2007.
Il est échangé aux Yankees de New York contre Tyler Clippard le 4 décembre 2007. Présent dans l'effectif actif des Yankees au début de la saison 2009, il est reversé en Triple-A le 22 mai après 18 apparitions, deux victoires, une défaite et une moyenne de points mérités de 6,00 pour 21 manches lancées.
En 2010, il lance dix parties en relève pour New York, affichant une moyenne de points mérités de 3,97 en 11 manches et un tiers lancées. Albaladejo est libéré par les Yankees en novembre et quitte pour le Japon, où il s'aligne en 2011 avec les Yomiuri Giants de la Ligue centrale.
Albaladejo revient aux États-Unis après une année au Japon. En décembre 2011, il signe un contrat d'un an d'une valeur de 490 000 dollars avec les Diamondbacks de l'Arizona. Il lance 3 manches en 3 matchs pour Arizona en 2012.
Après avoir joué la saison 2013 chez les Zephyrs de La Nouvelle-Orléans, club-école des Marlins de Miami, Albaladejo évolue de 2014 à 2017 dans diverses ligues à Porto Rico, au Mexique, au Venezuela ainsi qu'aux États-Unis dans l'Atlantic League, une organisation indépendante. En juillet 2017, il signe un contrat des ligues mineures avec les Mets de New York.

## Statistiques
En saison régulière
| Statistiques de lanceur |            |    |    |    |     |    |   |   |      |    |      |
| Saison                  | Équipe     | G  | GS | CG | SHO | SV | V | D | IP   | SO | ERA  |
| 2007                    | Washington | 14 | 0  | 0  | 0   | 0  | 1 | 1 | 14.1 | 12 | 1,88 |
| 2008                    | NY Yankees | 7  | 0  | 0  | 0   | 0  | 0 | 1 | 13.2 | 13 | 3,95 |
| 2009                    | NY Yankees | 32 | 0  | 0  | 0   | 0  | 5 | 1 | 34.1 | 21 | 5,24 |
| Totaux                  | Totaux     | 53 | 0  | 0  | 0   | 0  | 6 | 3 | 62.1 | 46 | 4,19 |

Note: G = Matches joués ; GS = Matches comme lanceur partant ; CG = Matches complets ; SHO = Blanchissages ; 
V = Victoires ; D = Défaites ; SV = Sauvetages ; IP = Manches lancées ; SO = retraits sur des prises ; ERA = Moyenne de points mérités.